# 皮德蓋奇基 (捷列博夫利亞區)
49°14′42″N 25°41′21″E / 49.24500°N 25.68917°E
皮德蓋奇基（烏克蘭語：Підгайчики），是烏克蘭的村落，位於該國西部捷爾諾波爾州，由捷尔诺波尔区負責管轄，始建於1508年，面積2.76平方公里，2001年人口952，人口密度每平方公里344.9人。